# 周銓 (建文進士)
周銓（1377年—15世紀），直隸鳳陽府懷遠縣人，明朝政治人物、進士出身。

## 生平
周銓是建文元年（1399年）的應天府鄉試第二百十一名舉人，會試第五十三名；次年（1400年）聯捷進士二甲第三十一名，獲授工科給事中。之後他歷任刑部主事，永樂八年（1410年）陞為吏部文選司員外郎，再擔任福建右參議、通政使司左通政，降為南京鴻臚寺左寺丞。正統十二年（1447年），他陞任南京都察院右副都御史，掌管都察院事，到景泰元年（1450年）因和其他御史毀謗而入獄。
周銓個性剛直，有文學才能，任官處事公正，別人不敢干預，縣內子弟視他為師表，獲祀鄉賢。

## 家庭
曾祖父周仲舉、祖父周均美，父親周輝。有兄弟周鑑，弟周欽、周鈞、周鏞。

## 引用
1. 1 2 3  嘉慶《懷遠縣志·卷二十·耆舊傳》：周銓，洪武（建文）己卯舉人，庚辰進士，授工科給事中。厯官吏部文選司員外郎、福建布政司參議，進通政司左通政、都察院副都御史。賦性剛正，有文學適用之才，在位持法秉憲，人不敢干以私首倡，邑中科甲後進之師表也，祀鄉賢。 舊縣志 舊府志 省志
2. ↑  嘉慶《懷遠縣志·卷十五·選舉表》：建文元年己卯科（舉人） 周銓 祀鄉賢，有傳
3. ↑  《國朝列卿紀·卷之七十七·南京都察院左右副都御史年表》：周銓 直隸懷遠人，進士。正統十二年任右副都御史，掌院事。本年，與諸御史訕奏下獄。
4. ↑  《國朝列卿紀·卷之七十七·南京都察院左右副都御史行實》：周銓，字□□，直隸鳳陽府懷遠人，革除（建文）庚辰進士。授刑部主事，永樂八年陞吏部文選司員外郎，歷福建右參議，降南京鴻臚寺左寺丞。正統十二年，陞南京都察院右副都御史，景泰元年與諸御史訕奏下獄。
5. ↑  屈萬里主編《明代進士登科錄》（建文二年庚辰科），台灣學生書局，第一卷，第28頁